# Simulium sakishimaense
Simulium sakishimaense är en tvåvingeart som beskrevs av Takaoka 1977. Simulium sakishimaense ingår i släktet Simulium och familjen knott. Inga underarter finns listade i Catalogue of Life.